# Comuna Berezove, Rokîtne
Berezove (în ucraineană Березове) este o comună în raionul Rokîtne, regiunea Rivne, Ucraina, formată din satele Berezove (reședința), Hrabun și Zabolottea.

## Demografie
Componența lingvistică a comunei Berezove
     Ucraineană (99,54%)
     Alte limbi (0,46%)
Conform recensământului din 2001, majoritatea populației comunei Berezove era vorbitoare de ucraineană (99,54%), existând în minoritate și vorbitori de alte limbi.